# Cestrum chiriquianum
Cestrum chiriquianum ist eine Pflanzenart aus der Gattung der Hammersträucher (Cestrum). Sie kommt in Panama und Costa Rica  vor.

## Beschreibung
Cestrum chiriquianum ist ein schlanker, bis zu 3 m hoher Strauch. Die Rinde der jungen Zweige ist zunächst grün, wird später aber strohfarben. Die Laubblätter sind 7 bis 12 cm lang, elliptisch und an Basis und Spitze abgestumpft oder zugespitzt. Die Blattränder sind leicht eingerollt. Die Blattspreite ist unbehaart, die Nervatur wird zum Rand hin undeutlich. Die Blattstiele sind 1 bis 1,5 cm lang und eng beflügelt. Kleinere Blätter sind nicht vorhanden.
Die terminal stehenden rispigen Blütenstände enthalten wenige, auffällige Blüten, die an einem schlanken, etwa 4 bis 5 cm langen Blütenstandsstiel stehen. Die Blüten selbst stehen an einem etwa 1 mm langen, unbehaarten Blütenstiel. Der Kelch ist 3 bis 4 mm lang, unbehaart und wird beim Trocknen dunkel, die Kelchzipfel sind etwa 1 mm lang, kurz dreieckig und kapuzenförmig. Die blau-violette Krone besteht aus einer 17 bis 19 mm langen, unbehaarten Kronröhre, die an der Basis schlank ist und sich nach oben hin verbreitert, so dass sie an der Spitze einen Durchmesser von 5 mm besitzt. Die Kelchzipfel sind dreieckig und etwa 3 mm lang. Die Staubblätter sind gleichgestaltig, die Staubfäden sind bis leicht oberhalb der Mitte der Kronröhre miteinander verwachsen, stehen anschließend noch etwa 5 mm frei. Am Ansatzpunkt sind sie deutlich angeschwollen und knieförmig umgebogen. Die Staubbeutel sind rund, messen 1 mm und sind gold-braun. Der Fruchtknoten steht an einem drüsigen Stiel, enthält etwa zehn Samenanlagen, die Narbe steht etwa 2 mm über die sich in der Krone befindlichen Staubblätter hinaus.

## Vorkommen
Diese Art kommt in Panama und Costa Rica vor.